# إثيل توماس
إثيل نانسي مايلز توماس (بالإنجليزية: Ethel Thomas)‏ (وُلدت في الرابع من تشرين الأول عام 1876، وتوفت في الثامن والعشرين من شهر آب عام 1944) هي عالمة نبات بريطانية، وتُشتهر بعملها في الإخصاب المزدوج لكاسيات البذور، فكانت أول شخصٍ من بريطانيا ينشر أبحاثاً عن هذا الموضوع. درست توماس في جامعة لندن، حيث عملت كباحثة متدربة عند عالمة النبات إثيل سارغنت، وحصلت على شهادة البكالوريوس عام 1905. ثم التحقت بكلية بيدفورد وأصبحت، في فترة قصيرة، رئيسة قسم علم النبات، والذي أسس حديثاً في تلك الفترة. غادرت توماس كلية بيدفورد عام 1913، ثم شغلت عدة مناصب في جامعة ويلز الجنوبية والمتحف الوطني الويلزي، وعملت أيضاً ضمن منظمة Women’s Land Army المعنية بتشغيل النساء في الأعمال الزراعية أثناء فترة الحرب. وأخيراً، استقرت توماس في جامة ليستر.

## سيرتها الذاتية
وُلدت إثيل نانسي مايلز توماس في الرابع من شهر تشرين الأول في حيّ آيلنغتون في لندن، ووالداها هما ديفيد مايلز توماس وزوجته ماري، حيث كان والدها معلماً. درست إثيل أولاً في المنزل، ثم درست في ثانوية مايو Mayo High School في الحيّ نفسه، والتي تُدعى اليوم ثانوية هايبوري فيلدز.
بدأت توماس دراسة علم النبات في جامعة لندن عام 1897، وفي العام ذاته، بدأت تدريبها المهني لدى عالمة النبات إثيل سارغنت، واستمر هذا التدريب لـ 4 سنوات. وبالرغم من كونها باحثة مساعدة، لكنها حضرت مجموعة من المحاضرات في علم النبات قدّمها عالم النبات البريطاني جون بيرتلاند فارمر في الكلية الملكية للعلوم، كما شغلت منصب رئيسة اتحاد الطلاب النسائي في جامعة لندن. وفي عام 1900، نشرت توماس أول أوراق بحثية لها في علم النبات، وذلك قبل أن تكمل دراستها وتحصل على شهادة البكالوريوس من الجامعة عام 1905.
التحقت توماس عام 1907 بكلية بيدفورد بصفتها أستاذة مساعدة، وعندما افتتحت الكلية قسم علم النبات عام 1908، عيُّنت توماس رئيسة للقسم. كما اختيرت في العام ذاته كزميلة للجمعية اللينية في لندن Linnean Society of London، واحتفظت بعضوية مجلس الجمعية منذ عام 1910 وحتى عام 1915.
وفي عام 1912، حازت توماس على منصب مُعيد في علم النبات من جامعة لندن، وذلك اعترافاً بعملها ضمن هذا المجال، وهو منصب تقلدته إلى جانب منصبها الذي منحتها إياه كلية بيدفورد. وبالمناسبة، عندما انتقل مبنى كلية بيدفورد إلى متنزه ريجنت بارك عام 1913، قامت توماس بتصميم الحديقة، وشرعت بوضع خططٍ لبناء مختبر فسيولوجيا النبات.
حصلت توماس على شهادة دكتوراه في العلوم عام 1915 من جامعة لندن، وكذلك على منصب زميلة. وفي العام التالي، فُصلت توماس من كلية بيدفورد نتيجة فترة من الخلافات التي نشأت بينها وبين مديرة الكلية مارغريت تيوك بسبب اختلاف توجهاتهما. أصبحت توماس بعدها باحثة في منظمة Women’s Land Army حتى انتهاء الحرب العالمية الأولى، بينما شغلت أيضاً منصب باحثة للمكتب الحربي ومجلس البحوث الطبية.
وبعد انتهاء الحرب العالمية الأولى، شغلت توماس منصباً مؤقتاً كرئيسة قسم علم النبات في جامعة ويلز الجنوبية (والتي تُعرف اليوم باسم جامعة كارديف)، واستمرت في هذا المنصب لعام كامل قبل أن تتقلّد منصب أمين قسم علم النبات في المتحف الوطني الويلزي. وفي عام 1923، التحقت توماس بجامعة ليستر حديثة الإنشاء وقتها، حيث بنت برنامج علم الأحياء في الجامعة من الصفر، وأنشأت أول مختبر لعلم النبات في الجامعة. وشغلت منصب رئيسة قسم علم الأحياء في جامعة ليستر حتى تقاعدها عام 1937.
تزوّجت توماس من محامٍ يدعى هيو هندمان عام 1933، لكنّها ترمّلت في العام التالي لزواجهما. أما من الناحية المهنية، فأصبتحت توماس عضواً في الجمعية البريطانية لتقدم العلوم، حيث شغلت هناك منصب نائب رئيس قسم علم النبات (أو القسم K). وحتى بعد تقاعدها، أكملت توماس أبحاثها في كلية ويستفيلد، لكنها اضطرت للتوقف عام 1940 بسبب تدهور صحتها، حيث عانت من قصور قلبي وتوفيت في الثامن والعشرين من شهر آب عام 1944.